# Francesco Bruni (politico 1929)
Francesco Bruni (Capodimonte, 29 gennaio 1929 – Capodimonte, 4 giugno 2024) è stato un politico italiano.